# Свободная Родина (избирательный блок)
«Свободная Родина», или «Азат Айреник» (арм. Ազատ հայրենիք), — избирательный блок в Армении, сформированный пятью политическами партиями в мае 2021 года перед досрочными парламентскими выборами.

## Члены
Избирательный блок сформировали следующие пять политических партий Армении:
- Объединение «Национальное самоопределение»;
- Армянская конструктивная партия;
- Консервативная партия;
- «Демократическая родина»;
- «Справедливость».

## История
«Свободная Родина» была сформирована в мае 2021 года, объявив впоследствии о своих планах на участие в парламентских выборах 2021 года. Избирательный список от альянса возглавил лидер «консерваторов» Микаэл Айрапетян, в то время как кандидатом на пост премьер-министра страны стал Андриас Гукасян.
По итогам выборов 2021 года альянс получил в свою поддержку лишь 0,32 % избирателей и, не преодолев минимальный порог в 7 % для избирательных блоков, делегировать в Национальное собрание страны ни одного своего представителя не смог.
«Свободная Родина» не признала результаты прошедших выборов, назвав их недемократичными.

## Результаты выборов

### Парламентские выборы
| Выборы | Голоса | %    | Кресла   | Позиция  |
| ------ | ------ | ---- | -------- | -------- |
| 2021   | 4119   | 0,32 | 0 из 107 | 16 место |

## Идеология
Альянс выступал против любого политического сотрудничества с Николом Пашиняном и Робертом Кочаряном. «Свободная Родина» предложила сменить геополитическую направленность страны в сторону Европы и всего Запада, призвав Армению вступить в политический и военный союз с Францией. Альянс считает, что законы и законодательство Армении должны быть приведены в соответствие с европейскими стандартами. 15 июня 2021 года в ходе интервью Андриас Гукасян заявил, что Армения больше не является союзником России, так как последняя заинтересована в сотрудничестве, в том числе и военном, с Турцией и Азербайджаном. По его словам, Армения должна развивать более тесные отношения с Европейским союзом и США.
Кроме того, блок поддерживает признание независимости Республики Арцах, а также выступает за устойчивое экономическое развитие Армении, снижение налогов, развитие системы образования и укрепление демократии и безопасности страны.